# Arcidosso
Arcidosso är en ort och kommun i provinsen Grosseto i regionen Toscana i Italien. Kommunen hade 4 279 invånare (2018).